# Tanno Setsu
Tanno Setsu (丹野セツ, 1902 – 1987) foi uma feminista e ativista operária japonesa. Foi uma sobrevivente da onda repressiva chamada Incidente de Kameido e membro ativo de grupos comunistas e socialistas de Tóquio na década de 1920. Ela tornou-se membro do Sindicato Operário de Nankatsu e estava especialmente interessado na ala comunista Hyōgikai, onde ela se estabeleceu e se tornou chefa da divisão feminina. Embora muitos de seus pares comunistas tenham mudado para o comunismo anarquista, Setsu e seu marido, Watanabe Masanosuke, o secretário-geral do Partido Comunista Japonês, permaneceram comunistas bolcheviques.

## Primeiros anos
Tanno Setsu nasceu na prefeitura de Fukushima em 1902 em uma família grande. Ela se mudou quando tinha 10 anos para Hitachi, prefeitura de Ibaraki, quando seu pai encontrou um emprego como carpinteiro na construção da Usina Hidrelétrica Número Dois em Daiyūin. Apesar de seu pai ter um salário acima da média, sua família sempre teve pouco dinheiro. Quando era adolescente, as responsabilidades de Tanno incluíram cuidar de seu irmão bebê.
Tanno desejava entrar na escola para se tornar professora, mas sua família não dispunha de recursos para pagar por sua educação. Em vez disso, após sua educação primária, ela foi para a escola de treinamento de enfermagem do hospital de Honzan. Na primavera de seu aniversário de 16 anos, sua família não era mais capaz de sustentá-la financeiramente, então Tanno pagou por suas roupas e comida com o salário diário do hospital. Durante seus estudos, ela foi assinante da revista Fujin Kōron . Tanno foi lentamente exposta à política comunista e socialista por seus colegas Sōma Ichiro, Kawai Yoshitora e Kitajima Kichizō, que haviam aprendido o socialismo com Oka Sensei, uma professora da faculdade de enfermagem que apoiava a libertação dos trabalhadores. Ela se juntou a um sindicato de mineração de carvão em 1919, conectado à Federação Geral do Trabalho do Japão .

## Início dos anos 1920

### Chegada a Tóquio
Kawai Yoshitora, amigo de Tanno, mudou-se para Tóquio em setembro de 1920, mas foi rapidamente preso e enviado para a prisão em Sugamo por seus laços com a Aliança Socialista. Da prisão, Kawai enviou a Tanno, Sōma e Kitajima cópias de material de propaganda operária. Em 1921, sem cumprir os três anos necessários de serviço para a escola de enfermagem, ela se mudou para o distrito de Kameido em Tóquio com Sōma e Kitajima para se reunir com Kawai. Ela inicialmente encontrou um emprego no Hospital Juntendō com a ajuda de Kawai, mas começou a trabalhar em uma clínica em Shimbashi logo depois. Com o incentivo de Kawai, ela se juntou à Gyōminkai (Sociedade do Povo Ilustrado), um grupo de estudo comunista, e começou a morar no escritório da organização. Ela também se envolveu com o Sekirankai, uma organização socialista para mulheres japonesas, e esteve envolvida em muitas manifestações do Primeiro de Maio.
Durante esse tempo, Tanno começou a estudar inglês e organizou um clube para analisar Tane Maku Hito, uma revista proletária . Após um incidente em que uma aluna da escola tentou publicar obras poéticas contra o governo em uma nova revista, Tanno foi questionada pela polícia e seu envolvimento com grupos de esquerda foi divulgado em jornais da época. Sua família encorajou Tanno a voltar para casa sob o falso pretexto de que sua mãe estava doente, com a intenção de impedir que Tanno participasse do crescente movimento socialista japonês. Tanno conseguiu fugir de sua família para uma estação de trem e voltar para Tóquio.

### Formação do Sindicato Operário de Nankatsu
Tanno continuou frequentando as reuniões de Gyōminkai e Sekirankai após seu retorno a Tóquio em 1922. Ela também se juntou ao Sindicato Operário de Nankatsu, fundado por Masanosuke Watanabe em 1922, juntamente com Kawai, Kitajima e Sōma.
Acreditando que os grupos intelectuais não ajudariam a mudar as condições dos trabalhadores, Tanno deixou seu emprego na enfermagem e começou a trabalhar no distrito de Kameido como operária da fábrica de relógios Seikosha com o nome de Sakanoue Kiyo. Nessa época, os comunistas japoneses estavam divididos em alas anarquistas e bolcheviques; Tanno permanecia fiel a esta última.
Tanno conheceu Watanabe Masonosuku ao ver sua palestra sobre Das Kapital durante uma reunião de Gyōminkai.
Em março de 1923, ela se juntou ao Sindicato Operário de Nankatsu. Em abril, ela se juntou à recém-criada Liga da Juventude Comunista de Kawai Yoshitora. A polícia começou a prender pessoas ligadas ao partido comunista em junho, mas os membros foram rapidamente libertados e se esconderam. Watanabe se entregou às autoridades, acreditando que seu encarceramento evitaria novas prisões, e foi levado para a prisão em Ichigaya . Tanno então foi morar com a mãe de Watanabe.

### Sobrevivendo ao Grande Terremoto Kantō e ao Incidente de Kameido
Enquanto estava a caminho para participar de uma reunião de Yōkakai, o Grande Terremoto de Kantō aconteceu. Ela correu para casa para verificar a mãe de Watanabe, que estava viva. Os incêndios e o tsunami iminente encorajaram Tanno a fugir pela ponte Katsunishi com a família de Kawai e a mãe de Watanabe. Após seu retorno, muitos dos membros deslocados do Sindicato de Nankatsu escolheram morar no escritório, revezando-se para cuidar das autoridades.
Em 2 de setembro de 1923, a Polícia Especial Superior veio e prendeu entre 6 e 8 membros do Sindicato Operário de Nankatsu em seu escritório, em um evento conhecido como Incidente de Kameido. Tanno conseguiu escapar. A polícia de Kameido continuou a fazer prisões e muitos membros do sindicato foram mortos na prisão, incluindo os amigos da escola de enfermagem de Tanno, Kawai Yoshitora e Kitajima Kichizō.
Tanno casou-se com Masanosuke em 1924.

## Final da década de 1920
Em 1926, Tanno passou à clandestinidade com o Sindicato Operário de Nankatsu, escondendo-se das autoridades. O dinheiro era muito escasso, e ela quase foi reconhecida e presa várias vezes.

### Proposta do departamento feminino do Sindicato de Nankatsu
Tanno tentou propor à ala comunista Hyōgikai do Sindicato Operário de Nankatsu a formação de um Departamento da Mulher em 1926. No entanto, sua proposta foi rejeitada pelos líderes de Hyōgikai com base em que um novo departamento especificamente para mulheres era desnecessário. Junto com Watanabe, Tanno propôs o departamento novamente e se tornou o chefe do novo departamento em 1927.

### Prisão de membros do Sindicato Operário Nanshoku
Em 15 de março de 1928, muitos membros do Sindicato de Nankatsu foram descobertos e presos. Tanno e outros que permaneceram continuaram mudando de residência e operando sob nomes falsos, com os homens se vestindo como corretores da bolsa. No entanto, muitos membros continuaram sendo presos e incidentes entre a polícia e membros comunistas começaram a chegar às manchetes dos jornais. Em 3 de dezembro de 1928, Tanno saltou por uma janela para escapar da polícia, mas foi rapidamente pega após pular uma cerca. Ela foi presa na Delegacia de Polícia de Tomizaka, onde foi interrogada durante três dias e brutalmente espancada. Depois de uma semana, Tanno soube pelos policiais que seu marido Watanabe havia sido morto em Formosa. Tanno foi transferida para várias delegacias antes de seu julgamento em 3 de outubro de 1928. Na prisão, ela contraiu tuberculose e saiu temporariamente em liberdade condicional. Embora ela tentasse evitar as autoridades, Tanno foi presa novamente.

### Liberação
Tanno permaneceu na prisão até setembro de 1938. Imediatamente após sua libertação, ela tentou fugir para a China, mas não conseguiu. Após a Segunda Guerra Mundial, o ativismo de Tanno passou da defesa do socialismo para a administração e reforma do hospital.  Ela estabeleceu e mais tarde se tornou diretora da Clínica Yotsugi em Katsushika, Tóquio.

## Vida pessoal

### Relação com a família
Tanno tinha um relacionamento tenso com sua família, que não compartilhava de suas crenças políticas. Em várias ocasiões, ela foi atraída para casa por cartas dizendo que alguém tinha ficado doente, apenas para descobrir que todos estavam bem. Em suas viagens de volta para casa, ela frequentemente ficava trancada em seu quarto e não tinha permissão para sair sem uma escolta familiar. Em pelo menos uma ocasião, ela foi espancada fisicamente por seu irmão mais novo.

### Relacionamento com Watanabe Masanosuke
Tanno conheceu Watanabe em 1923 durante uma apresentação de Das Kapital no encontro de Gyōminkai. Na época, a namorada anterior de Watanabe, uma trabalhadora da Fábrica de Celulose de Nagamine, o havia deixado porque seus pais não  apoiavam as opiniões políticas de Watanabe. Tanno e Watanabe inicialmente não eram muito próximos, mas incentivados por seu amigo em comum Kawai Yoshitora, um relacionamento começou. Em 1924, Tanno e Watanabe se casaram e começaram sua vida de casados no sindicato trabalhista de Nankatsu ao lado da mãe de Watanabe.